# Henryk I (hrabia Limburgii)
Henryk I (zm. ok. 1119 r.) – hrabia Limburgii od ok. 1082 r., hrabia Arlon, w latach 1101–1106 książę Dolnej Lotaryngii.

## Życie
Henryk był synem hrabiego Limburgii Walrama I i Jutty, córki księcia Dolnej Lotaryngii Fryderyka I. Pierwsza wzmianka o nim pochodzi z 1082 r. i wymienia go jako hrabiego Arlon. Dążył do powiększenia swojego władztwa (m.in. zajął część dóbr opactwa Prüm). Po śmierci w 1085 r. swego krewnego palatyna reńskiego Henryka z Laach zgłosił też roszczenia do tronu w palatynacie reńskim i rozpoczął walkę z adoptowanym przez poprzednika Zygfrydem z Ballenstedt. Te działania spowodowały interwencję cesarza Henryka IV, który w 1101 r. zdobył Limburg. W efekcie hrabia Limburgii obiecał cesarzowi oddać przejęte dobra i zdać się na rozstrzygnięcia sądów. Otrzymał natomiast tytuły księcia Dolnej Lotaryngii i margrabiego Antwerpii, które wcześniej posiadał zmarły w 1100 r. Gotfryd z Bouillon.
Podczas sporu cesarza z jego synem Henryk V, Henryk limburski opowiedział się lojalnie po stronie ojca, któremu zawdzięczał wzrost swego znaczenia. Ten poniósł jednak porażkę, a Henryk V odebrał Henrykowi limburskiemu przyznaną wcześniej Dolną Lotaryngię i oddał ją w ręce swojego stronnika Gotfryda Brodatego. Sam Henryk trafił do niewoli, z której jednak uciekł i próbował walczyć z Gotfrydem, ten jednak zdobył broniony przez Henryka Akwizgran. 
W 1114 r. Henryk limburski ponownie stanął w szeregach opozycji i walczył przeciwko cesarzowi podczas powstania, na którego czele stał arcybiskup Kolonii Fryderyk ze Schwarzenburga. Uczestniczył wówczas m.in. w zwycięskiej bitwie pod Welfesholz.

## Rodzina
Żoną Henryka była Adelajda z Pottenstein. Znamy pięcioro dzieci z tego małżeństwa:
- Walram II, następca ojca jako hrabia Limburgii, także książę Dolnej Lotaryngii,
- Agnieszka, żona palatyna saskiego Fryderyka IV,
- Adelajda, żona kolejno hrabiego Arnsbergu Fryderyka, hrabiego Horburga Kunona oraz hrabiego Dachau Konrada II,
- Matylda, żona hrabiego La Roche Henryka.